# Bactromantis
Bactromantis es un género de las mantis, de la familia Thespidae, del orden Mantodea. Tiene cuatro especies reconocidas científicamente.

## Especies
- Bactromantis mexicanus
- Bactromantis parvula
- Bactromantis toltecus
- Bactromantis virga